# ミライ・ドライヴ
ミライ・ドライヴとは日本の男性デュオ歌手。
2007年11月21日『ミュータント タートルズ』ED主題歌Fighting Spiritでデビュー。

## メンバー
- 福間剛（ふくま ごう、11月20日生 - 、血液型：B）
小学1年の時MICHAEL JACKSONに衝撃を受ける／高校1年からギターを始め、大学までバンドでギターを担当／2003福岡RKBラジオ勝抜きカラオケチャンピオン月間グランプリ／2002〜2004メタルバンドFREAKZONE Vo.／2006年第一興商主催全日本カラオケグランプリ九州大会3位決勝進出
- 園田凌士（そのだ りょうじ、9月23日生 - 、血液型：A）
1992年福岡KBCテレビ主催「駅から始まるオーディション」第1回グランプリ／1995年7月BMGビクターよりLove Lights Fieldsでデビュー／ラジオ「園田利隆のオールナイトニッポン」をはじめ、TV・ラジオ多数出演／「愛火光」のユニット名でアジア7カ国でデビュー／2007年リュ・シウォンコンサートツアーでコーラス参加／BoA・Misiaなどミリオンセールス作品をはじめアーティストに作品を提供中

## ディスコグラフィー

### シングル
（発売日 / 作詞者名・作曲者名・編曲者名）
1. Fighting Spirit（2007年11月21日 / 松井望・園田凌士・松井望）テレビ東京『ミュータント タートルズ』ED主題歌